# Caudal formador
Se entiende por caudal formador de un río o arroyo, un caudal hipotético que es capaz de dar forma al río o arroyo que se considera, y hacer que este permanezca estable. No se tiene una definición aceptada por todos los especialistas en morfología fluvial.
Al hablar de la estabilidad de un cauce siempre se menciona un ajuste entre algunas variables geométricas o del material de fondo con un caudal líquido que permanece constante.
Al tratar de la estabilidad del cauce, una de las principales  variables independientes es el caudal, y la diferencia más importante entre los canales de riego no revestidos y los ríos consiste en la variación o permanencia de esa variable.
En los canales de riego no revestidos, se puede llegar a tener un caudal que permanece casi constante durante un ciclo anual y que aunque pueden variar, lo harán en un margen bastante estrecho. No ocurre lo mismo con las corrientes naturales donde el caudal presenta grandes variaciones durante el año, y de un año a otro.
Sin embargo, al observar un río se aprecia que tiene un ancho y una pendiente que permanecen casi constantes, y que al variar el caudal, el parámetro que más se afecta es el tirante. Se puede pensar entonces que si se tiene una pendiente y ancho estables se tendrá un caudal asociado a ellos y por supuesto, a ese caudal estará asociado también uno de los tirantes. Así se puede hablar de un caudal formativo del río.
El concepto de caudal formativo fue introducido por Inglis, quien lo definió como el caudal que de escurrir en forma constante produce las mismas dimensiones promedio de la sección transversal y la pendiente que el  hidrograma anual.

## Criterios para determinar el caudal formador
Existen varios criterios para obtener el caudal formativo. Entre los más importantes se mencionan:
- Capacidad hidráulica del cauce principal. Autores como Inglis[3] y Kellerhals consideran como caudal formativo el caudal máximo que es capaz de escurrir por el cauce principal sin desbordar. Esta definición se aplica a ríos de planicie. En ríos encañonados esta definición no procede.

- Caudal correspondiente para un período de retorno de 1.4 años. Leopold[4][5] y Maddock calcularon, a partir de avenidas anuales en ríos americanos, que los caudales que llenan el cauce principal tiene períodos de retorno de entre 1.07 y 4 años, con promedio de 1.4 años. Este criterio que para ríos de planicie conduce a resultados similares  los dados por el punto anterior, es de utilidad en aquellos tramos en que el río no puede desbordarse por escurrir entre lomeríos y tener márgenes muy elevadas.

Nixon realizó un estudio similar en Gran Bretaña y encontró que es el caudal que ocurre  una vez a cada 170 días. La principal diferencia de estos dos procedimientos de cálculo está en que los primeros tomaron valores de caudales máximos anuales, mientras que el segundo utilizó caudales medios diarios.
Por otra parte, Altunin establece que el caudal formativo es aquel que escurre el 3% de los días del año.
- Métodos que tienen en cuenta el transporte de sedimentos. En los métodos anteriores se ha tomado en cuenta el caudal de llenado del cauce, pero no se hace intervenir el sedimento transportado.

Algunos autores han propuesto como caudal formativo al caudal hipotético que al fluir en forma constante transporta en promedio el mismo volumen de sedimentos que el transportado por el río en el mismo período de tiempo, generalmente un año.